# Värmlänningarna

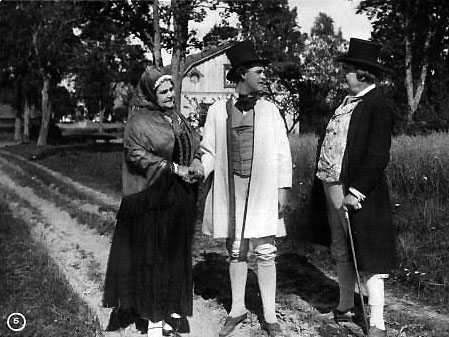
Gustaf Ranft som Stor Sven, Anna Diedrich som Mor Lisa och Tor Weijdensom Erik i en filmversion från 1921.

Värmlänningarna, egentligen Wermlenningarne, är ett sång- och folklustspel från 1846 med text av Fredrik August Dahlgren samt musik av författaren och Andreas Randel. Bland musiken finns visan Ack Värmeland, du sköna, vars ursprungliga text skrevs till Anders Fryxells sångspel Wermlandsflickan.

## Bakgrund
Dahlgren sägs ha drivits av hemlängtan när han, på en månad under september 1845, skrev sång- och folklustspelet Värmlänningarna. Han var då 29 år gammal. Musiken till skådespelet arrangerades av kompositören Andreas Randel, som föddes som fattig torparpojke i Blekinge 1806, och slutade som professor vid Kungliga Musikaliska Akademien. 

## Handling
Rikemanssonen Erik måste gifta sig med en högfärdig flicka, trots att han älskar torpardottern Anna. De unga tu får dock varandra sedan de dessförinnan räddats från att drunkna. Det hela slutar med bröllopsfest, midsommarstång och inte minst med komik när den frodige gestalten Löpar-Nisse dyker upp på festen som historieberättare.

## Uppsättningar och filmatiseringar

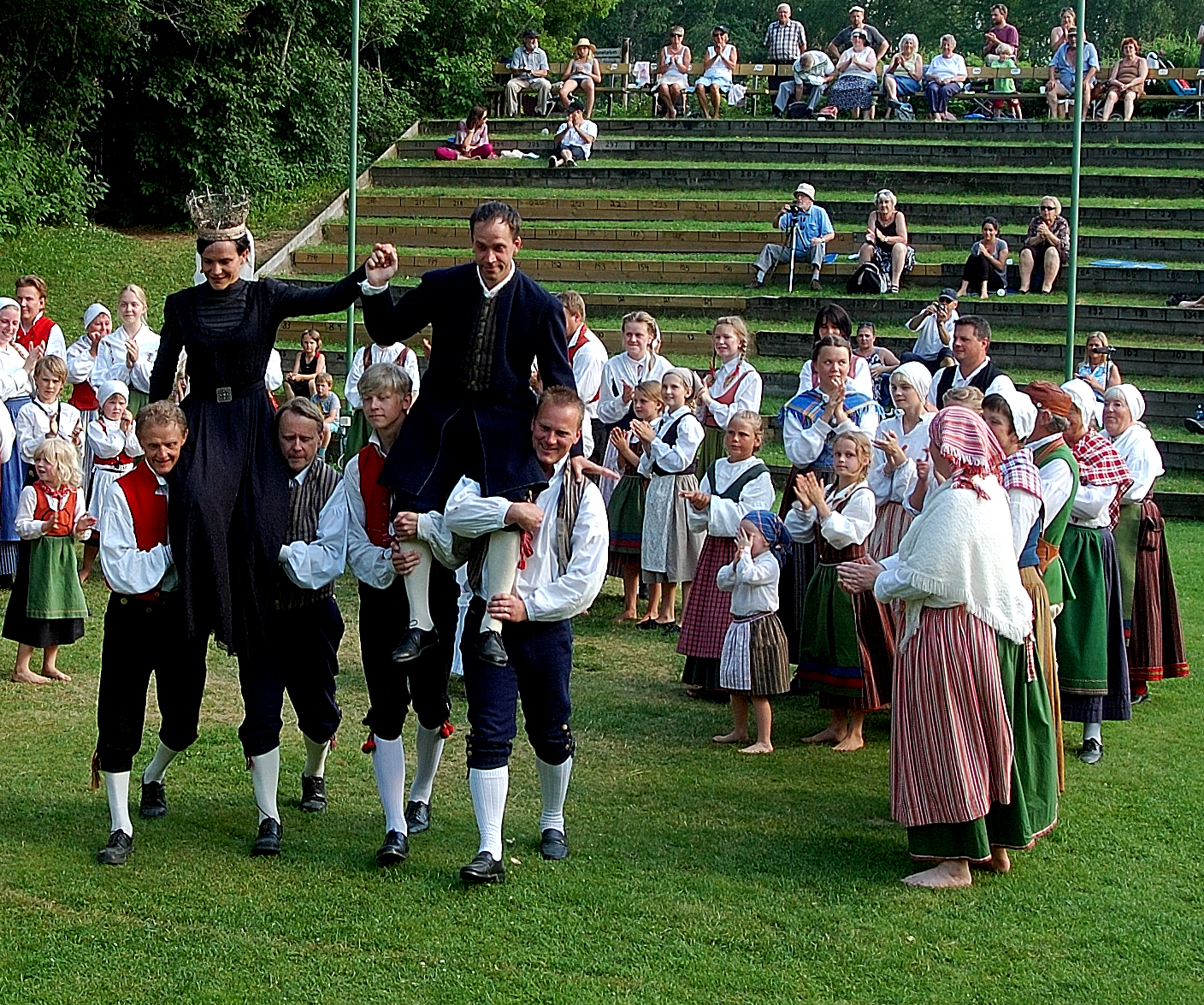
2010 års uppsättning av Värmlänningarna i Ransäter

Den svenska premiären ägde rum på Kongliga Theatern den 27 mars 1846 och den iscensattes åter med premiär den 26 december 1925 och den 27 mars 1946. År 1973 hade Kungliga Teatern givit sammanlagt 839 föreställningar. Under en följd av år direktsändes på annandag jul teaterns föreställning i Sveriges Radio. 
Fem filmversioner har gjorts, den första spelades in i Kristianstad 1910. I de två senaste versionerna 1932 och 1957 har Västvärmland stått för både scenerier och statister. TV-teatern gjorde en föreställning 1962 och 1980 spelades en version in med Anna-Lotta Larsson som Anna samt Marika Lindström, Tommy Körberg och Sven Lindberg i ledande roller. 
Pjäsen Värmlänningarna har årligen spelats av Sällskapet Wermlänningarne från Arvika sedan 1929 med uppehåll under andra världskriget, bland annat sedan 1948 på Skansen i Stockholm varav en föreställning direktsändes i Sveriges Television 1957. De är de enda som uppför stycket på den ursprungliga värmländska dialekten. 
Den spelas också i en annan uppsättning i Gropa på Ransäters Hembygdsgård sedan 1953, till ledande roller har man genom åren haft olika professionella skådespelare som Hans Mosesson och Anna-Lotta Larsson och artister som Lisa Miskovsky.
Den 19 december 1958 satte Ingmar Bergman upp Värmlänningarna Malmö Stadsteaters Stora scen. År 1937 gavs föreställningar av pjäsen i Tyskland, och lektorn/skådespelaren Vilhelm Scharp som gestaltade en politisk "Löparnisse" mycket lik en viss rikskansler blev utvisad.